# Proletari armati in lotta
I Proletari armati in lotta, in acronimo PAIL, furono un gruppo armato di tipo comunista, fuoriuscito da Lotta Continua, dopo l'affondamento del peschereccio Rodi e  la rivolta di San Benedetto del Tronto.

## La rivolta di San Benedetto del Tronto e la nascita del gruppo
Nel 1970 davanti alla città di San Benedetto del Tronto sul mare Adriatico, un peschereccio di nome Rodi, affondò a causa di un'avaria ma i soccorsi per salvare i pescatori vennero fatti ritardare dall'armatore, che avrebbe ricevuto il premio dell'assicurazione se la  nave fosse affondata del tutto. Quando in città si seppe la notizia nacque una rivolta spontanea fomentata dall'estrema sinistra, con scontri armati con la polizia, e ripetuti assalti alla sede della Confindustria della città Marchigiana, e la contestazione verso il MSI, che per motivazioni anticomuniste si era schierato contro la rivolta dei pescatori. Visto il successo elettorale alla amministrative cittadine e provinciali dei movimenti di protesta socialisti e comunisti con a capo PSI e PCI, un gruppo di giovani provenienti da  Lotta continua decise di fondare un'organizzazione armata comunista a carattere locale per portare avanti la lotta armata di classe che si andava formando in Italia dal 1969, dopo l'Autunno caldo.

## Azioni armate e l'unione con le Brigate Rosse
Le prime azioni furono un pacco bomba lanciato contro la sede della Confindustria, per poi passare alla distruzione di un Alfa Romeo Giulia Gt 1300 Junior appartenuta ad un professore scolastico di San Benedetto del Tronto, iscritto al Msi e contrario alla  rivolta di San Benedetto, e al pestaggio di un professore che aveva aggredito alcuni studenti in sciopero a Fermo, sempre nelle Marche, oltre alla distruzione di una sede Msi dopo aver pestato i militanti che si trovavano all'interno. Nel 1974 il gruppo decide di unirsi alle Brigate Rosse, diventandone la colonna marchigiana